# ثورة الزط
ثورة الزط (810-835م) هي ثورة قام بها الزط ضد الدولة العباسية في جنوب العراق بداية القرن التاسع الميلادي. استمرت الثورة من عهد المأمون حتى فترة حكم المعتصم بالله.

## خلفية تاريخية
الزط هم قوم ذو شوكة قوية انتقلوا من ناحية في الهند لغلاء وقع هناك فتنقلوا في بلاد كرمان وفارس وكور الأهواز إلى أن وصلوا هذه المواضع في العراق فسكنوها وغلبوا عليها وعظم أمرهم واشتد بأسهم وحاولوا بناء دولة في زمن بني العباس فصار هدف ثورتهم بناء دولة لهم تحت سلطتهم وإسقاط سلطة بني العباس عن أراضيهم، فقاتلهم جيش بني العباس ونقلهم إلى عين زربة

## الثورة
في عام 821م أي 205ه‍ وجه الخليفة المأمون القائد عيسى بن يزيد الجلودي لحرب الزط وسحق التمرد وسبب الحرب هي أن الزط تمردوا وعاثوا في طريق البصرة فقطعوا فيه الطريق واحتملوا الغلات من البيادر بكسكر وما يليها من البصرة وأخافوا السبيل ورتب الخيل في كل سكة من سكك البرد تركض بالأخبار  فحاول الخليفة المأمون إرسال عدد من قادته مثل عيسى بن يزيد الجلودي لسحق التمرد وكسر شوكة الزط لكنهم فشلوا في ذلك

## نهاية الثورة
بعد وفاة عبدالله المأمون وتولي المعتصم بالله الخلافة، أعيدت هيكلة الجيش بشكل جذري، وتولى مسؤولية الوضع المأساوي للثورة. في عام 219ه‍ أرسل المأمون عجيف بن عنبسة لإنهاء ثورة الزط بشكل نهائي، وذكر الطبري أن الخليفة أرسل المعتصم بالله القائد العسكري عجيف بن عنبسة عام 219ه‍ لقتال الزط بجيش عدده 10 آلاف جندي فصار عجيف إلى نهر من دجلة يقال له بردودًا فلم يزل مقيما عليه حتى سده وقيل «إن عجيفًا إنما ضرب عسكره بقرية أسفل واسط يقال لها نجيدا»، ووجه هارون بن نعيم ابن الوضاح القائد الخراساني إلى موضع يقال له الصافية في خمسة آلاف رجل ومضى عجيف في خمسة آلاف إلى بردودا فأقام عليه حتى سده وسد أنهارا أخر كانوا يدخلون منها ويخرجون فحصرهم من كل وجه وكان من الأنهار التي سدها عجيف نهر يقال له العروس فلما أخذ عليهم طرقهم حاربهم وأسر منهم خمسمائة رجل وقتل منهم في المعركة ثلاثمائة رجل فضرب أعناق الأسرى وبعث برؤوس جميعهم إلى باب المعتصم ثم أقام عجيف بإزاء الزط خمسة عشر يوما فظفر منهم بخلق كثير. بعد ذلك بأشهر تغلب عجيف على الزط فطلبوا منه الأمان فآمنهم فخرجوا إليه جميعهم في ذي الحجة سنة تسع عشرة ومائتين على أنهم آمنون على دمائهم وأموالهم جعلهم في السفن وأقبل بهم حتى نزل الزعفرانية فأعطى أصحابه دينارين دينارين جائزة وأقام بها يومًا ثم عبأهم في زوارقهم على هيئتهم في الحرب معهم الأبواق حتى دخل بهم بغداد يوم عاشوراء سنة عشرين ومائتين والمعتصم بالله بالشماسية في سفينة يقال لها الزو حتى مر به الزط على تعبئتهم ينفخون بالأبواق فكان أولهم بالقفص وآخرهم بحذاء الشماسية وأقاموا في سفنهم ثلاثة أيام ثم عُبر بهم إلى الجانب الشرقي فدُفعوا إلى بشر بن السميدع، فذهب بهم إلى خانقين ثم نقلوا من الثغر إلى عين زربة فأغارت عليهم الروم فاجتاحوهم حتى لم يفلت منهم أحد
فأغار عليهم الروم واجتاحوهم ولم يفلت منهم احد وأبيدوا عن بكرة أبيهم وبقت لهم باقية أي شذاذ اندمجت مع الروم في تركيا وقال المسعودي: «فأنزلهم بلاد خانقين وجلولاء من طريق خراسان وبلاد عين زربة من الثغر الشأمي»..}}

## الإرث
على الرغم من اعتقاد بعض المؤرخين وعلماء الأنثروبولوجيا أن المعدان جنوب العراق ينحدرون من شعب الزط، إلا أن هناك دراسات أخرى تشير أن شعب الزط لا علاقة لهم بالمعدان، إذ يرجع البعض أنه لا توجد أي علاقة للمعدان بالزط، فالزط نقلوا إلى عين زربة وأبيدوا على يد الروم ولم تبقى لهم سوى باقية قليلة أغلبها شذاذ، اندمجت مع الروم في عين زربة (تركيا حاليًا)